# Sylvester Boettrich
Karl Anton Johann Eduard Sylvester Boettrich, auch Böttrich, (* 31. Dezember 1869 in Sorau; † 27. Januar 1940 in Berlin-Wilmersdorf) war ein deutscher Offizier. Im Ersten Weltkrieg war er Chef der türkischen Feldeisenbahn.

## Leben
Sylvester Boettrich trat am 1. April 1888 als Einjährig-Freiwilliger in das Infanterie-Regiment Nr. 107 der Preußischen Armee ein. Am 3. Juni 1890 wurde er zum Vizefeldwebel der Reserve befördert und im selben Monat zum Füsilier-Regiment „General-Feldmarschall Prinz Albrecht von Preußen“ (Hannoversches) Nr. 73 eingestellt. Dort wurde er am 18. November 1890 zum Portepee–Fähnrich ernannt und schließlich am 22. März 1891 zum Sekondeleutnant befördert. Im weiteren Verlauf seiner Militärkarriere stieg Boettrich am 18. Juli 1914 zum Major auf.
Von 1914 bis 1917 war Boettrich Mitglied der deutschen Militärmission im Osmanischen Reich. In Friedenszeiten war er als osmanischer Oberstleutnant zunächst Chef der Eisenbahn-Abteilung im osmanischen Generalstab, im Krieg dann Chef des Feldeisenbahnwesens. Er unterzeichnete am 16. Oktober 1915 einen Befehl, der die Entlassung und darauf folgende Deportation Tausender beim Bau der Bagdadbahn eingesetzten Armenier genehmigte, und der damit zum Völkermord an den Armeniern beitrug. Dieser Befehl erfolgte gegen den Widerstand der deutschen Bahngesellschaft.
Nach seiner Rückkehr aus dem Osmanischen Reich war Boettrich Bataillonskommandeur im Infanterie-Regiment „Graf Werder“ (4. Rheinisches) Nr. 30 an der Westfront. Nach dem Krieg, den er als Oberstleutnant beendete, lebte er in Berlin-Wilmersdorf.

## Orden und Ehrenzeichen
- Österreichisch-kaiserlicher Leopold-Orden